# Der Kommissar (Lied)
Der Kommissar ist ein Popsong des österreichischen Musikers Falco aus dem Jahr 1981. Er war die erste Singleauskopplung aus dem 1982 veröffentlichten Album Einzelhaft. Das Lied war ein Nummer-eins-Hit in Österreich, Deutschland, Spanien, Italien und Japan und erreichte auch in Australien die Top Ten. Das Stück gilt als der erste kommerziell erfolgreiche Rapsong eines Weißen und wurde 2020 vom Popkulturmagazin The Gap auf Platz eins der „100 wichtigsten österreichischen Popsongs“ gewählt.

## Entstehung
Falco spielte in der Fernsehserie Kottan ermittelt in der elften Folge Die Entführung als Aushilfspianist in der Polizeiband von Major Kottan mit. Dabei kam ihm die Idee, dass es über Kottan ein Lied geben müsste. Er experimentierte am Klavier und nach der Geburtstagsfeier von Lukas Resetarits, dem Darsteller des Major Kottan, stand der Text fest. Die Komposition stammte ursprünglich von seinem Produzenten Robert Ponger, der dazu keinen Text hatte. Ursprünglich hatte Ponger sie für Reinhold Bilgeri geschrieben, dem das Stück allerdings nicht gefiel und der es ablehnte. Daraufhin bot er es Falco an, der den Text dazu schrieb. Nebenbei wurde die ursprünglich gewünschte Single Falcos Helden von heute produziert, ein an David Bowies Heroes angelehnter Song.

## Musik und Text
Falcos Interpretation des Liedes ist von Black Music und Funk inspiriert. Er hatte Vorbehalte, das Stück als A-Seite zu veröffentlichen, da es ihm durch die Ähnlichkeiten der Melodie-Hookline zur Bass-Hookline in Rick James’ Stück Super Freak aus dem Frühjahr desselben Jahres 1981 nicht originell genug schien.
Das Stück wurde auf Anraten des Managements trotzdem in Österreich als Y-Seite (vs. X-Seite) und in Deutschland als A-Seite veröffentlicht. Die Strophen werden als Rap vorgetragen, während der Refrain gesungen wird. Mit dem Lied wurde Falco nach Blondies Rapture von 1980 einer der ersten weißen und der erste deutschsprachige Rapper. Er bezeichnete sich selber gern als „Godfather des weißen Rap“.
Der Text „Drah di ned um“ und der Rhythmus im Melodieteil erinnern an das Kinderlied Dreh’ dich nicht um, der Plumpsack geht um; ein Hinweis darauf findet sich in der Textzeile „Jetzt das Kinderlied“. Diese steht in ironischer Brechung zur vorherigen Anspielung auf zunehmenden Kokainkonsum in der Zeile „Den Schnee, auf dem wir alle talwärts fahr'n, kennt heute jedes Kind“ sowie seine Schnief-Geste im Video, die wiederum eine Anspielung auf das Drogenmilieu ist.
Der Amtstitel Kommissar war und ist bei der österreichischen Polizei nicht in Verwendung, für Falco steht er stellvertretend für jede Form staatlicher Autorität, aber der Song habe keinerlei politische Botschaft. Mit dem Text begründete Falco die für ihn typische Kunstsprache aus Hochdeutsch und Wienerisch, später ergänzt durch Englisch.

## Veröffentlichung
Die Erstveröffentlichung als Single erfolgte am 12. Dezember 1981. Anfang 1982 erreichte sie in zahlreichen europäischen Ländern die Top Ten und wurde in Österreich, Deutschland, Italien und Spanien ein Nummer-eins-Hit. In den USA war das Lied insbesondere in der Club-Szene beliebt und erreichte Platz 19 der Dance-Charts. Falco plante in seiner Zeit, die er in New York City verbrachte, eine Zusammenarbeit mit dem Hip-Hop-MC und Produzenten Afrika Bambaataa, die aus unbekannten Gründen nicht zustande kam.
Es gibt drei Versionen des Artworks, welches im deutschsprachigen Raum verwendet wurde. Auf jedem der Bilder ist Falco in einer Lederjacke zu sehen. Der Unterschied zwischen den Editionen ist die Farbe des Hintergrundes, die variiert. Das britische Cover-Artwork ähnelt dem österreichischen. Auf dem Artwork der CD in US-amerikanischer Fassung ist Falco mit weißem Pulver zu sehen. In den restlichen Staaten findet sich eine Adaption des Covers zur LP Einzelhaft oder ein roter Stern mit der Inschrift Der Kommissar.

## B-Seiten
- Helden von heute: Ursprünglich war dieser Song dafür bestimmt, als Hauptsingle veröffentlicht zu werden. Allerdings war die Plattenfirma und der Produzent Ponger nicht mit dieser Entscheidung Falcos zufrieden, da Der Kommissar eine Eigenproduktion war, im Gegensatz zu Helden von heute, das deutlich Ähnlichkeit mit David Bowies Heroes aufweist.
- Auf der Flucht: Das Stück wurde in Brasilien, Australien und Kanada als B-Seite der jeweiligen Maxisingle veröffentlicht. Später wurde das Lied als Promo-Single mit Maschine brennt als On the Run veröffentlicht. Diese Version schaffte es in die amerikanischen US-Hot-Play-Charts von Billboard.
- Zuviel Hitze: In weiteren Ländern wurde neben Auf der Flucht auch dieses Lied als B-Seite der Maxisingle veröffentlicht. Auch dieser Song erschien später als Promo-Single.

## Kommerzieller Erfolg

### Chartplatzierungen
| ChartsChartplatzierungen       | Höchstplatzierung | Wochen |
| ------------------------------ | ----------------- | ------ |
| Deutschland (GfK)              | 1 (29 Wo.)        | 29     |
| Österreich (Ö3)                | 1 (18 Wo.)        | 18     |
| Schweiz (IFPI)                 | 2 (10 Wo.)        | 10     |
| Vereinigte Staaten (Billboard) | 72 (8 Wo.)        | 8      |

| ChartsJahrescharts (1982) | Platzierung |
| ------------------------- | ----------- |
| Deutschland (GfK)         | 5           |
| Österreich (Ö3)           | 3           |
| Schweiz (IFPI)            | 16          |

### Auszeichnungen für Musikverkäufe
| Land/Region               | Auszeichnungen für Musikverkäufe (Land/Region, Auszeichnung, Verkäufe) | Verkäufe |
| ------------------------- | ---------------------------------------------------------------------- | -------- |
| Deutschland (BVMI)        | Gold                                                                   | 250.000  |
| Frankreich (SNEP)         | Gold                                                                   | 500.000  |
| Neuseeland (RMNZ)         | Gold                                                                   | 10.000   |
| Österreich (IFPI)         | Gold                                                                   | 50.000   |
| Vereinigte Staaten (RIAA) | —                                                                      | 100.000  |
| Insgesamt                 | 4× Gold ·                                                              | 910.000  |

Hauptartikel: Falco/Diskografie#Auszeichnungen für Musikverkäufe

## Coverversionen
Bereits kurz nach Veröffentlichung der Single und vor dem Hintergrund des großen kommerziellen Erfolges wurde das auf Deutsch gesungene Lied für den italienischen und den französischen Markt gecovert. Zwar war Falco damit nicht einverstanden, konnte sich aber nur bedingt dagegen wehren, weil er nur Kontrolle über die Veröffentlichungsrechte über den Musikverlag in Österreich hatte, nicht aber in Italien und Frankreich. So erschienen 1982 in Frankreich die von dem französischen Sänger und Tänzer Matthew Gonder gesungene Version Clair, commissaire! und in Italien eine italienische Version. Beide erreichten nicht die Hitparaden.
Für den englischsprachigen Markt coverte die britische New-Wave-Band After the Fire das Lied mit Falcos Einverständnis und erreichte damit 1983 Platz 47 der britischen Singlecharts und Platz 5 der Billboard Hot 100. Weitere Coverversionen veröffentlichten 1982 Suzy Andrews und 1983 Laura Branigan unter dem Titel Deep in the Dark. Eine weitere Coverversion veröffentlichte die Band Die Zöllner 1991 auf dem Album Café Größenwahn.
Der deutsche Rapper Sido legte 2018 mit mehreren deutschen Rappern zu Falcos 20. Todestag einige Songs mit Teilen der alten Falco-Aufnahmen neu auf, dabei entstand Der Kommissar, der sich auf dem Best-of-Album Kronjuwelen und auf dem Falco-Kollaboalbum Sterben, um zu leben wiederfindet.

## Neuauflagen

### Der Kommissar (Part 2)
1991 für die nur in Deutschland veröffentlichte Kompilation The Remix-Hit-Collection neu eingespielte Version; auch die Vocals wurden von Falco neu eingesungen. Als Single veröffentlicht, erreichte das Lied allerdings keinen großen kommerziellen Erfolg.

### Der Kommissar 2000
Diese Version wurde im Herbst 1997 auf der Gala zum 30. Geburtstag des Radiosenders Ö3 vorgestellt. Die Neueinspielung, laut Falco ein „Auszug des neuen Albums“, ist stark vom Techno beeinflusst. Der Kommissar 2000 ist auf dem postum erschienenen Album Out of the Dark (Into the Light) sowie auf der gleichnamigen Single Out of the Dark zu finden.

### Der Kommissar (Club 69 Remix)
Eine noch von Falco in Auftrag gegebene Version, die allerdings erst nach seinem Tod vom österreichischen DJ und Musiker Peter Rauhofer produziert und veröffentlicht wurde. Gemeinsam mit anderen Remixen von Rauhofer und Jason Nevins 1998 als Single (Der Kommissar (Jason Nevins and Club 69 Remixes)) veröffentlicht sowie auf dem 1999 erschienenen Album Verdammt wir leben noch vertreten.

### Der Kommissar (Symphonic)
Der Kommissar (Symphonic) ist eine orchestrale Version des Liedes aus dem Album Symphonic. Es wurde 2008 aus Anlass von Falcos 10. Todestag veröffentlicht.

### Der Kommissar (Falco Coming Home – The Tribute Donauinselfest 2017)
Eine Liveversion, die zusammen mit Fettes Brot anlässlich seines 20. Todestags veröffentlicht wurde.